# 637

## Esdeveniments
- març - Ctesifont (Mesopotàmia): Els musulmans assetgen i ocupen la capital dels sassànides.
- abril - Jerusalem: El califa Úmar ibn al-Khattab entra a la ciutat per rebre'n la rendició després de sis mesos de setge.
- Palestina: Els àrabs del califa Úmar ibn al-Khattab ocupen ràpidament tota la regió.
- Síria: Antioquia, Alep, Homs i tota la província es van rendint als musulmans.
- Jalula (Mesopotàmia): Els musulmans tornen a derrotar els sassànides en la batalla en aquest indret.